# スティーヴ・ドブロゴス
- スティーヴ・ドブロゴス
- スティーブ・ドブロゴス

スティーヴ・ドブロゴス（英: Steve Dobrogosz、1956年1月26日 - ）は、アメリカ合衆国の作曲家、ソングライター、ピアニスト。ペンシルベニア州ベルフォンテ生まれ。

## 来歴
ノースカロライナ州立大学の名誉教授であるウォルター・ドブロゴスとドナ・バートーンの4人の子供のうちの第一子として誕生し、ノースカロライナ州ローリーで育った。 
ジェシー・O・サンダーソン高校卒業後、マサチューセッツ州ボストンのバークリー音楽大学に進学。 
1978年にスウェーデンのストックホルムに移住し、そこで録音と演奏活動を開始した。以来、ストックホルム在住。 
ドブロゴスの作品はジャズ、ポップス、クラシックなど多岐にわたり、その総数は1000曲を超える。特に合唱曲は人気があり、1992年に発表した "Mass" は40か国以上で演奏された。 
歌手のラドカ・トネフやジャネット・リンドストローム、最近ではアンナ・クリストッフェションらとも作品を作っている。クリストッフェションとのアルバム『It's Always You』と『Rivertime』は、「スウェーデンのグラミー賞」ともいわれるグラミス賞にジャズ部門でノミネートされた。 1982年に発売されたトネフとのアルバム『フェアリーテイルズ』は、2012年のノルウェーのアーティスト投票で史上最高のノルウェーのアルバムに選ばれた。 
妻はスウェーデンのフルート奏者、カタリーナ・フリッツェン (Katarina Fritzén) 。3人の息子がおり、そのうちの1人はコンテンポラリー・ジャズのピアニストでマルチプレイヤーのジョナサン・フリッツェンである。 

## ディスコグラフィ

### リーダー・アルバム
- Songs (1980年) ※スティーヴ・ドブロゴス・トリオ名義
- 『フェアリーテイルズ』 - Fairytales (1982年) ※with ラドカ・トネフ
- The Child's Gift (1986年) ※スティーヴ・ドブロゴス・ボーカル・アンサンブル名義
- Pianopieces (1994年) ※ソロ、デュエット with ペートゥル・オストランド（スウェーデン語版）
- Duckwalk (1996年) ※ザ・ドブロゴス・カルテット名義
- Mass and chamber music (1997年) ※with 聖ヤコブ室内合唱団
- 『エボニー・ムーン』 - Ebony Moon (1998年) ※ソロ・ピアノ
- Best of Dobrogosz and Andersson (1999年) ※with ベリット・アンデルソン（ノルウェー語版）
- Feathers (2000年) ※with ジャネット・リンドストローム（英語版）
- Requiem/Te Deum (2004年) ※with 聖ヤコブ室内合唱団
- It's Always You (2006年) ※with アンナ・クリストッフェション（スウェーデン語版）
- When Lilacs Last In The Dooryard Bloom'd (2006年) ※with 聖ヤコブ室内合唱団
- Rivertime (2008年) ※with アンナ・クリストッフェション
- My Rose (2009年) ※シェイクスピア・オラトリオ
- Stream (2009年) ※ソロ・ピアノ
- Poems (2007年) ※with アンニカ・スコグランド（スウェーデン語版）
- 『ゴールデン・スランバー plays レノン / マッカートニー』 - Golden Slumbers (2009年) ※レノン／マッカートニー歌曲集
- 『ユア・ソングズ plays エルトン・ジョン』 - Your Songs (2010年) ※エルトン・ジョン歌曲集
- 『カヴァーズ』 - Covers (2010年) ※with アンナ・クリストッフェション
- World (2010年) ※6手連弾ピアノ
- Celebratory Music (2010年) ※パイプオルガン、with アンドリュー・カニング（スウェーデン語版）
- Charts (2011年) ※ソロ・ピアノ
- Christmas Cantata (2012年) ※リンショーピング大学聖歌隊
- Candlelight (2013年) ※ソロ・ピアノ
- The Water of Life (2013年) ※ソロ・ピアノ
- Forest (2014年) ※ソロ・ピアノ
- Dreams (2014年) ※ソロ・ピアノ
- Free Country (2015年) ※ソロ・ピアノ
- Sequencer - 43 basement tapes (2015年)
- Bara (2015年) ※with 昆野智佳子
- The Wild Bird Flies (2016年) ※ピアノ・トリオ
- Stabat Mater (2016年) ※広島中央合唱団, 寺沢希
- Silencer (2016年) ※ソロ・ピアノ
- The B3z (2019年 reissue) ※ソウル／ジャズ・バンド
- Anthology (2017年) ※with ベリット・アンデルソン
- Sha-La (2017年) ※スティーヴ・ドブロゴス・ボーカル・アンサンブル
- Forgotten Man (2019年 reissue) ※ロック/ブルース/カントリー・ピアノ
- Candlelight Two (2017年) ※ソロ・ピアノ
- The Earth Is Singing (2018年) ※with SYCアンサンブル・シンガーズ（英語版）、ジェニファー・タム（英語版）
- Divertimenti (2018年)
- Piano (2019年)